# Parafia Najświętszego Serca Jezusowego w Kamieniu
Parafia Najświętszego Serca Jezusowego w Kamieniu – parafia rzymskokatolicka znajdująca się w diecezji rzeszowskiej w dekanacie Sokołów Małopolski.
Kościół parafialny został zbudowany na przełomie XIX i XX wieku według projektu architekta Teodora Talowskiego. 14 czerwca 1901 sufragan przemyski biskup Karol Fischer konsekrował świątynię pod wezwaniem Najświętszego Serca Pana Jezusa. 
Samodzielna parafia w Kamieniu została ustanowiona 4 czerwca 1907 roku przez biskupa Józefa Pelczara.